# Blaine Calkins
Pour les articles homonymes, voir Calkins.
Blaine F. Calkins, né le 25 décembre 1968 à Lacombe en Alberta, est un gestionnaire en technologie de l'information et homme politique canadien.
Il est élu député à la Chambre des communes du Canada dans la circonscription albertaine de Wetaskiwin lors de l'élection fédérale de 2006 sous la bannière du Parti conservateur du Canada. Il est réélu dans cette circonscription en 2008 et 2011 et dans la nouvelle circonscription de Red Deer—Lacombe lors des élections de 2015, 2019 et 2021.

## Biographie
Né le 25 décembre 1968 à Lacombe en Alberta et élevé dans la région, il est diplômé de l'Université de l'Alberta et membre de la faculté du Red Deer College. Il commence sa carrière politique au conseil municipal de Lacombe.
Calkins milite au sein du Parti réformiste, de l'Alliance canadienne et du Parti conservateur depuis son adhésion en 1996.
Candidat du Parti conservateur du Canada dans la circonscription albertaine de Wetaskiwin lors des élections fédérales canadiennes de 2006, il est élu député à la Chambre des communes du Canada le 23 janvier 2006. Il est réélu dans cette circonscription en 2008 et 2011. La circonscription est remaniée avec la circonscription de Red Deer pour former la circonscription de Red Deer—Lacombe dans laquelle il est réélu à la Chambre des communes lors des élections de 2015, 2019 et 2021.
Du 4 février au 13 septembre 2022, il est whip en chef de l'opposition formée par le Parti conservateur. Le 12 octobre 2022, il est nommé par le chef son parti, Pierre Poilievre, ministre du Cabinet fantôme responsable de la Chasse, la pêche, et la conservation.